# François Thurot

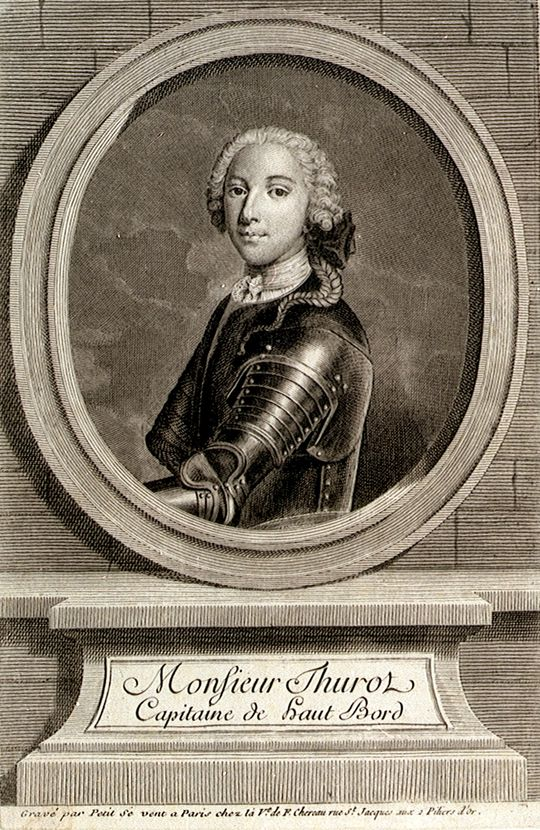
François Thurot

François Thurot (* 22. Juli 1727 in Nuits-Saint-Georges (Frankreich); † 28. Februar 1760 auf See bei der Isle of Man, Großbritannien) war ein französischer Marineoffizier und Freibeuter.

## Leben
François Thurot wurde in Nuits-Saint-Georges in Burgund als Sohn eines Wirts geboren. Sein Großvater soll Ire gewesen und als Soldat der irischen Brigade nach Frankreich gekommen sein. Erzogen von den Jesuiten in Dijon, absolvierte er eine Ausbildung als Apotheker und kam 1744 während des Österreichischen Erbfolgekriegs als Chirurg auf ein Freibeuterschiff. Er geriet in britische Kriegsgefangenschaft, konnte aber fliehen. Danach trat er als einfacher Seemann in die Besatzung eines Freibeuterschiffs aus Saint-Malo ein und diente sich rasch zum Lotsen und zum Kapitän hoch. Weitere Erfolge erzielte er als Kapitän eines von Kaufleuten ausgerüsteten  Freibeuterschiffs aus Dünkirchen. Nach dem Kriegsende arbeitete er als Kapitän eines Handelsschiffs, soll in Schmuggelgeschäfte verwickelt gewesen sein und einige Zeit in London gelebt haben.
Aufgrund seiner Erfolge als Freibeuterkapitän erhielt Thurot 1755, kurz vor Ausbruch des Siebenjährigen Kriegs, ein Offizierspatent der französischen Kriegsmarine. Zunächst kommandierte er mit großem Erfolg die Korvette Friponne, ab 1757 die Fregatte Maréchal de Belleisle (36, später 44 Kanonen). Mit diesen unternahm er, teilweise im Verband mit anderen Schiffen, mehrere Kaperfahrten, bei denen er zahlreiche britische Handelsschiffe nahm. Gegnerischen Kriegsschiffen ging er hierbei aus dem Weg, da seine Aufgabe der Kaperkrieg gegen den britischen Seehandel war; ein Gefecht mit der Fregatte Southampton (32 Kanonen) brach er ab, obwohl er mit der Maréchal de Belleisle und der Chauvelin (36 Kanonen) über zwei nominell überlegene Schiffe verfügte. Als Kommodore führte er 1759 einen Verband aus sechs Fregatten und Korvetten, mit dem er 1.300 Soldaten unter Brigadegeneral de Flobert für ein Landungsunternehmen nach Irland bringen sollte. Im Oktober 1759 gelang es ihm, aus Dünkirchen auszulaufen, da das blockierende britische Geschwader durch einen Sturm vertrieben worden war. Obwohl drei der Schiffe nach Frankreich zurückkehren mussten, gelang es den Franzosen, im Februar 1760 eine Landung auszuführen und die schwache Garnison von Carrickfergus im heutigen Nordirland zur Kapitulation zu zwingen. Doch wurde der französische Verband am 28. Februar bei den Copeland Islands von den drei britischen Fregatten HMS Aeolus (32 Kanonen), HMS Pallas (36 Kanonen) und HMS Brilliant gesichtet und nach einer Verfolgung in Richtung der Isle of Man zum Kampf gestellt. Während sich die Blonde (36 Kanonen) und die Terpsichore (24 Kanonen) den Briten ohne großen Widerstand ergaben, leistete Thurot mit seinem Flaggschiff Maréchal de Belleisle erbitterten Widerstand und fiel im Kampf. Sein schwer beschädigtes Schiff musste schließlich ebenfalls die Flagge streichen. Es sah nach dem Bericht eines Zeitzeugen wie ein Schlachthaus aus, von der Besatzung sollen nicht weniger als 200 Mann getötet oder verwundet worden sein. Thurot selbst scheint bereits bei Beginn des Gefechts getötet worden zu sein. Seine Leiche wurde an der schottischen Küste angeschwemmt und auf dem Friedhof von Kirkmaiden, Galloway, bestattet.
Thurot galt als einer der kühnsten französischen Freibeuter seiner Zeit. Gleichzeitig genoss er auch bei seinen Feinden aufgrund seiner Ritterlichkeit hohes Ansehen. Der britische Marinehistoriker William Laird Clowes würdigte ihn als einen Mann, "der in seinen Methoden der Kriegsführung nie die Augen vor den Prinzipien der Ehre, der Großzügigkeit und der Humanität verschloss und deshalb von seinen britischen Gegnern kaum weniger betrauert wurde als von seinen Landsleuten."